# Maupo Msowoya
Maupo Msowoya (Lilongwe, 14 marzo 1982) è un allenatore di calcio ed ex calciatore malawiano di ruolo difensore, tecnico dell'Escom United.

## Carriera
Nel 2012 decide di ritirasi dal calcio giocato.